# Плюшар, Адольф Александрович
Адо́льф Алекса́ндрович Плюша́р (фр. Adolphe Pluchart; 1806, Санкт-Петербург — 23 марта [4 апреля] 1865, там же) — русский издатель, типограф и книгопродавец французского происхождения; старший сын литографа и издателя Александра Плюшара, брат живописца Евгения Плюшара.
Первый издатель комедии Николая Гоголя «Ревизор» (1836) и трагедии Гёте «Фауст» (1838; в переводе Эдуарда Губера), организатор издания первой универсальной энциклопедии на русском языке — оставшегося незавершенным «Энциклопедического лексикона» (1835—1841), собравшего значительный коллектив авторов.

## Биография
Сын издателя А. И. Плюшара (1777—1827) и его жены Софии Генриетты (урождённой Вагнер). Отец был приглашён из Германии на службу в России директором типографии Иностранной коллегии (1805). Адольф учился в пансионе Муральта в Петербурге, изучал типографское искусство в Париже у Дидо. После смерти отца в 1827 году типографией некоторое время заведовала его вдова (на книгах обозначалось: Imprimerie de m-me veuve Pluchart et fils), но вскоре дело перешло в руки Адольфа Плюшара.
По отзыву современников, это был человек умный, предприимчивый и решительный. Плюшар завоевал общее внимание, открыл лучший в то время книжный магазин в центре столицы — в «Доме Косиковского» на Большой Морской улице. Магазин именовался «Французским литературным салоном». Здесь часто собиралась петербургская интеллигенция — издатели, художники, учёные, артисты, литераторы. В «Доме Косиковского» поселился и Адольф Плюшар со своим многочисленным семейством. Один из современников вспоминал, что «великолепная его квартира на Большой Морской отделана была со всею роскошью: мебель, зеркала, бронза, ковры, у дома — экипажи, лошади — умопомрачение!».
Типографию он оборудовал приспособлениями для выпуска красивых изданий, и последние, нередко многотомные, одно за другим наполняли книжный рынок.

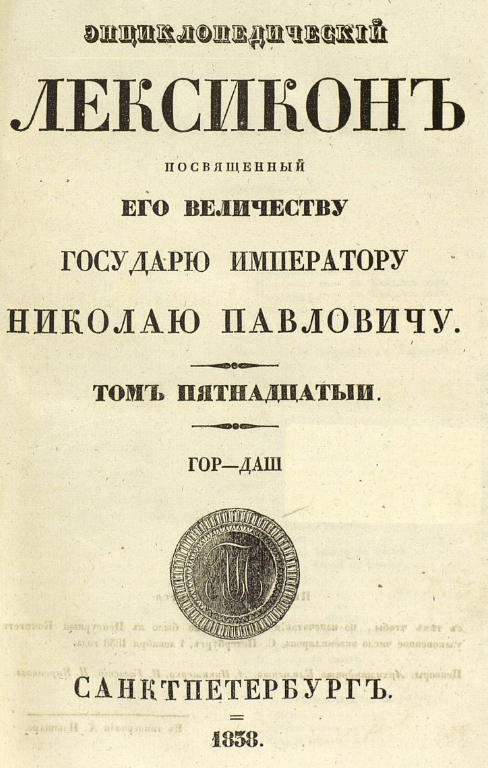
«Энциклопедический лексикон» (том 15)

Значительным предприятием его в издательском деле был «Энциклопедический лексикон» (1835—1841), вышедшие 17 томов которого в своё время были выдающимся явлением и являлись образчиком в изданиях подобного рода. Энциклопедический лексикон имеет свою историю, характерную для того времени; Плюшар, как издатель, вложил в него массу средств, энергии и труда, но ему пришлось бороться с препятствиями, воздвигнутыми тогдашними литераторами, и в 1841 году он должен был прекратить издание.
С 1838 года А. А. Плюшар начал издание иллюстрированных сочинений, и первой книгой в этом роде был «Дон Кихот» в переводе К. П. Масальского с превосходными иллюстрациями.
В 1840-х годах дела Плюшара значительно пошатнулись, и он принуждён был заняться изданием различных сборников повестей, анекдотов и пр. В конце 1842 года Плюшар начал издавать сборники переведённых с французского статей под заглавием: «Сорок сороков повестей, тысяча анекдотов, острот, каламбуров, шуток и пр.» В этом издании принимал участие никому тогда не известный Д. В. Григорович. С 1848 года Плюшар стал составлять «Гирлянду. Журнал новейших образцов для шитья, вышивания» и пр., издание которого принял на себя В. Генкель (СПб., 1848—1856 г.), а с 1850 года вместе с В. Генкелем издавал «Живописный сборник замечательных предметов из наук, искусств, промышленности и общежития» (1850, 1852, 1853, 1857 и 1858 гг. и за 1859 г. № 1, изданный одним Плюшаром); с 1858 года Плюшар является самостоятельным издателем «Весельчака, журнала всяких разных странностей, светских, литературных, художественных и иных» (1858 и за 1859 г. только № 7).
Из других изданий можно отметить «Библиотеку путешествий», 8 томов (СПб. 1854); «Тысяча анекдотов, острот, каламбуров, шуток, глупостей и пр.», 10 томов; «Погибшие создания», с рисунками А. И. Лебедева; «Шутки художника» H. Иевлева и др.; немало изданий выпустил Плюшар и для детей, как например «Библиотека для маленьких читателей, содержащая в себе повести, рассказы и театр», 10 томов с картинками.
Его последним предприятием стал «Проект щитовых и столбовых объявлений» для информационных вывесок на улицах. С идеей проекта Плюшар обращался ещё к Николаю I, но потерпел неудачу. Через 25 лет Плюшар в компании с художником М. О. Микешиным добился концессии. Соизволение императора было получено, но совершенно неожиданно вдохновитель идеи Плюшар захворал и скончался.
А. А. Плюшар немало потрудился для русской литературы как издатель. В литературе, как писатель, он почти никакого участия не принимал: известны только его полемические ответы на различные библиографические отзывы, как например «Ответ издателя „Энциклопедического Лексикона“ на статью „Северной Пчелы“» (Греча), № 298—300 (1836 г.) — в «Литературных Прибавлениях к Русскому Инвалиду» 1837 г., № 2 и 4; подобная же статейка его есть и в «Русском Инвалиде» 1848 г.
Был похоронен на Выборгском католическом кладбище Санкт-Петербурга; могила утрачена.